# 에레라주

에레라주의 위치

에레라주(스페인어: Provincia de Herrera)는 파나마 남부에 위치한 주로 주도는 치트레이며 면적은 2,362.0km2, 인구는 109,955명(2010년 기준)이다. 7개 구를 관할한다. 북쪽으로는 베라과스주와 코클레주, 동쪽으로는 태평양과 로스산토스주, 남쪽으로는 로스산토스주, 서쪽으로는 베라과스주와 접한다.

주기